# كابروني كا.6
كابروني كا.6 (بالإنجليزية: Caproni Ca.6)‏ هي طائرةٌ إيطاليَّة، صنعتها شركة كابروني للطائرات، وكان أول تحليقٍ لها في 1911.